# دولنو لینوو
دولنو لینوو (به بلغاری: Dolno Linevo) یک منطقهٔ مسکونی در بلغارستان است که در استان مونتانا واقع شده‌است.
 دولنو لینوو  ۲۸۱ نفر جمعیت دارد و ۱۰۳ متر بالاتر از سطح دریا واقع شده‌است.